# Ellery Clark
Ellery Harding Clark (West Roxbury, 13 de março de 1874 - Hingham, 27 de julho de 1949) foi um atleta norte-americano, bicampeão olímpico em Atenas 1896 e o único na história dos Jogos a vencer o salto em distância e o salto em altura.

## Carreira
Estudante da Universidade de Harvard, Clark precisou tirar uma licença escolar para poder competir em Atenas, deixando seus exames finais na universidade para quando retornasse dos Jogos. Em Atenas, ele participou das duas provas de saltos.
No salto em distância, ele usava seu chapéu para marcar a distância que pretendia saltar, e a marca era retirada a cada tentativa, pelo juiz da prova, o próprio Rei Constantino I da Grécia, argumentando que aquilo era uma prática de profissionais. Apenas em sua terceira tentativa, sem chapéu, e que foi validada, ele conseguiu o salto que lhe deu a medalha de ouro, 6,35m. No salto em altura, também conseguiu o ouro com a marca de 1,81m.
Clark nunca foi campeão norte-americano em nenhum dos dois saltos, mas entre 1897 e 1903, foi o campeão de atletismo all-around (conjunto de provas simultâneas comparável ao decatlo) dos Estados Unidos. Em 1897, venceu esta prova com marcas que teriam lhe dado a medalha de ouro em Atenas nos dois saltos e no arremesso de peso, nos 100m rasos e nos 110m com barreiras.
Com o all-around transformado oficialmente no decatlo, em St. Louis 1904, ele voltou a participar dos Jogos Olímpicos oito anos depois e conseguiu um sexto lugar geral na modalidade, mesmo tendo que abandonar a competição após cinco eventos realizados, por causa de uma bronquite. Atleta nato, aos 32 anos ainda vencia competições e participou de provas da marcha atlética até os 56 anos de idade.
Sua vida depois do atletismo também foi intensa e eclética, atuando como advogado, professor, técnico de atletismo e autor de dezenove livros, dois deles adaptados para o cinema.